# Месопотамская кампания Надир-шаха
Месопотамская кампания Надир-шаха 1732-1733 годов — часть турецко-персидской войны 1730-1736 годов. Грубые ошибки шаха Тахмаспа II в ходе вторжения на турецкий Кавказ привели к потере всех предыдущих завоеваний Надир-шаха и подписанию унизительного для Персии мирного договора, который передал гегемонию над Кавказом Стамбулу. Надир-шах вынудил Тахмаспа отречься от престола и возобновил войну против турок, начав вторжение в османский Ирак.

## Бои в Курдистане
Историк М. Эксуорси предполагает, что Надир намеревался захватить Багдад в качестве козыря, чтобы обменять его на турецкие владения на Кавказе, однако эта позиция оспаривается другими специалистами: стратегический обмен территориями не был свойственен тому времени. 
Несмотря на неожиданный выбор театра боевых действий, османы в регионе были хорошо подготовлены, чтобы встретить атаку персов. Для достижения эффекта неожиданности Надир решился на марш через горы вместо лобовой атаки на укрепленный пограничный город Зохаб возле Касре-Ширин. Горная тропа была труднопроходимой и заснеженной, часть бойцов Надира погибли при переходе, ему все-таки удалось провести 600 человек вниз по склонам в долину, в тыл османских укреплений. В глухой ночи Надир повел своих солдат в атаку. Застигнутый врасплох, сонный гарнизон Зохаба в панике побросал свои позиции. Надир приказал возвести новый форт рядом с захваченными укреплениями и двинулся на юг, чтобы присоединиться к основной персидской армии, которая оставила Хамадан и направлялась в Багдад.

## Пересечение Тигра
Оставив 7000 солдат осаждать Киркук, Надир последовал дальше и разбил османскую армию близ Багдада, а затем приступил к окружению города. Для установления блокады Багдада персидский командующий организовал пересечение основной части своих солдат реки Тигр, но защищавший город Ахмад-паша проявил стойкость и продержался до подхода турецких подкреплений - 80000 солдат Топал-паши.

## Битва при Самарре
Топал-паша хитростью вынудил Надира вступить для невыгодный для него бой, в котором, несмотря на потери четверти своих людей, Топал нанес персам сокрушительное поражение: половина персидской армии была рассеяна, а артиллерия утрачена. Эта монументальная победа позволила туркам снять осаду Багдада: Ахмад-паша, воодушевленный победой Топал-паши, сделал вылазку и разгромил 12000 персов, оставленных Надиром для поддержания блокады.

## Битва при Киркуке
Невероятными усилиями Надиру удалось восстановить и переформировать свою армию, и в короткий промежуток времени персы вновь вторглись в османский Ирак. После незначительных пограничных стычек Надир послал Хаджибек-хана выманить Топал-пашу, и в этом персидский генерал преуспел. Османский авангард, увлекшийся погоней за персами, угодил в засаду, после чего Надир собрал своих людей и ударил непосредственно против главной османской армии, находившейся неподалеку.
Персидские и турецкие стрелки вели напряженную перестрелку по всей ширине боевой линии, пока Надир не приказал своей пехоте обнажить сабли и атаковать османов. При этом Надир придержал в резерве кавалерию, которую пустил в дело, чтобы взять армию Топал-паши в клещи. Турецкие линии перемешались, и даже усилия умудренного опытом Топал-паши не помешали им бежать, бросив свои орудия.

## Последствия
Надир, однако, не смог продолжить свое впечатляющую кампанию из-за растущего восстания на юге Персии, которое требовало его немедленного внимания. Таким образом, Багдад вновь был спасен от попадания в персидские руки. Сама кампания не решила судьбу войны, но создала почву для Кавказской кампании Надир-шаха в 1735 году, завершившейся сокрушительным поражением Османской империи.